# Welcome To New York
«Welcome to New York» és una cançó de la cantant estatunidenca Taylor Swift inclosa al seu cinquè àlbum d'estudi 1989. Swift la va compondre junt a Ryan Tedder, vocalista de la banda OneRepublic, i aquests dos la van produir junt amb Noel Zancanella.

## Composició i descripció
Taylor Swift la va compondre junt a Ryan Tedder, vocalista de la banda OneRepublic, i aquests dos la van produir junt a Noel Zancanella. «Welcome to New York» és la primera pista de 1989, perquè, segons Swift, «volia començar l'àlbum amb aquesta cançó perquè Nova York fou un important paisatge i localització per a la història de la meva vida als últims anys». A una entrevista amb E! News, comentà que: «La inspiració que trobo a aqueixa ciutat és difícil d'explicar i difícil de comprar amb qualsevol altra força d'inspiració que he experimentat a la meva vida. M'apropà a mudar-me allà amb ulls oberts d'optimisme i vaig vuere que era un lloc de potencial i possibilitats infinites. Pots escoltar açò reflectat a aquesta música i especialment a aquesta cançó». El vers de la cançó «You can want who you want, Boys and boys and girls and girls» —en català: «Pots voler a qui vulguis, nois i nois i noies i noies»— fou relacionat amb la comunitat LGBT i portà al tema a ser anomenat un «himne d'igualtat»

## Recepció

### Crítica
Daniel D'Addario de la revista Time va escriure una crítica centrada de la interpretació LGBT de la cançó, i la comparà pel seu significat amb «Born This Way» de Lady Gaga, «Firework» de Katy Perry, «We R Who We R» de Kesha i «Vogue» de Madonna.